# Lauren McCrostie
Lauren Paige McCrostie (Londra, 10 gennaio 1996) è un'attrice britannica.
È conosciuta principalmente per il suo ruolo nel film del 2016 Miss Peregrine - La casa dei ragazzi speciali, diretto da Tim Burton.

## Biografia
Lauren Paige McCrostie è nata il 10 gennaio del 1996, a Londra. Ha sempre avuto la passione per la recitazione, tanto che si esibiva insieme a sua sorella minore mettendo in scena degli spettacoli per i loro genitori. Ha frequentato la scuola per l'infanzia del villaggio di Dulwich, e la scuola di St. Marylebone. Soffre di dislessia.

### Carriera
McCrostie ha fatto il suo debutto cinematografico quando fece il provino per un ruolo nel film di Carol Morley, chiamato The Falling. Sebbene non avesse studiato recitazione in una scuola per attori, venne scelta per il personaggio di Gwen, al fianco di Maisie Williams, Florence Pugh e Greta Scacchi. Dopo la sua apparizione in The Falling, McCrostie assunse un'agente di recitazione che le assicurò delle audizioni per apparizioni in cortometraggi e in un film con Tim Burton. Dopo l'audizione ed un incontro con Burton stesso, McCrostie ottenne il ruolo di Olive Abroholos Elephanta nel film Miss Peregrine - La casa dei ragazzi speciali, adattamento dell'omonimo romanzo del 2011 di Ransom Riggs, al fianco di Eva Green, Asa Butterfield, Ella Purnell e Samuel L. Jackson.
Mentre recitava nei suoi primi film e cortometraggi, Lauren lavorava come cameriera, e andava ad una scuola di recitazione all' Actors Centre. McCrostie è stata l'ambasciatrice ai Barnes Film Festival del 2017, che si rivolgono ai giovani in cerca di sbocchi cinematografici per esprimere la loro creatività nei film e nei media.

## Vita privata
McCrostie è vegana e soffre di dislessia.
Suo nonno paterno era scozzese, mentre entrambi i genitori vengono dal Kenya. Lauren ora vive nel Regno Unito con sua madre, un'ex studentessa di recitazione e ora speaker radiofonico, e sua sorella minore.

### Attivismo
McCrostie è una sostenitrice della vita etica e sostenibile e ha creato un piccolo sito online che vende prodotti realizzati con materiali ripresi che altrimenti sarebbero stati gettati via. Un costumista che ha lavorato con McCrostie in un cortometraggio, inizialmente ha ispirato McCrostie a comprare solo vestiti da negozi di beneficenza e vintage.  In seguito McCrostie venne a conoscenza dell'effetto distruttivo che l'industria della moda ha sull'ambiente e sugli esseri umani, quindi si sentì motivata a continuare a comprare vestiti di seconda mano per promuovere l'idea del consumo consapevole. Anche il documentario The True Cost ha ispirato McCrostie per promuovere la sostenibilità nel settore della moda. McCrostie mantiene uno stile di vita rispettoso dell'ambiente e sostenibile e incoraggia la sua famiglia a fare acquisti senza imballaggio e a ridurre la quantità di plastica che consuma come una famiglia. Nel novembre 2017, McCrostie è diventata un'ambasciatrice per l'organizzazione ambientalista di New York, Earth Angel, che si sforza di ridurre gli sprechi e i danni ambientali nei set di film, televisione, pubblicità e eventi speciali.

## Filmografia

### Cinema
- The Falling, regia di Carol Morley (2014)
- Brothers, regia di Thordur Palsson (2015)
- School Girls, regia di Jaclyn Bethany (2016)
- Second skin, regia di Charlie Manton (2016)
- Miss Peregrine - La casa dei ragazzi speciali (Miss Peregrine's Home for Peculiar Children), regia di Tim Burton (2016)

### Teatro
| Anno | Titolo           | Ruolo    | Note    |
| ---- | ---------------- | -------- | ------- |
| 2014 | Bugsy Malone     | Tallulah | Attrice |
| 2014 | Macbeth          | Ross     | Attrice |
| 2015 | Spring Awakening | Thea     | Attrice |
| 2015 | Macbeth          | Malcolm  | Attrice |
| 2015 | Synergy          | Speciale | Attrice |